# Takahiro Ohara
Takahiro Ohara (大原 卓丈 Ohara Takahiro?), född 6 december 1986 i Fukushima prefektur, är en japansk fotbollsspelare.
Ohara började sin karriär 2009 i Tokushima Vortis. Efter Tokushima Vortis spelade han för Grulla Morioka och Fukushima United FC. Han avslutade karriären 2015.